# Léonard Kweuke
Léonard Kweuke, né le 12 juillet 1987 à Yaoundé, est un footballeur international camerounais évoluant au poste d'attaquant.

## Biographie

### Jeunesse
Léonard Kweuke voit le jour le 12 juillet 1987 à Yaoundé, au Cameroun. Il fait ses études primaires à l'école annexe de Bafoussam.

### Sparta Prague (2010-2013)
Le 9 mai 2013, il est suspendu 12 matchs fermes pour avoir gravement blessé Radek Dosoudil en le taclant en demi-finale retour de Coupe. Il s'agit de la plus lourde sanction jamais prononcée contre un joueur par la commission de discipline de la Fédération tchèque (FACR) depuis l'indépendance du pays en 1993.

### Rizespor (depuis 2013)
Après trois saisons au Sparta Prague, Kweuke signe dans le club de Çaykur Rizespor.
À l'issue de la saison 2016-2017, Rizespor est relégué en deuxième division.

### En équipe nationale
Il fait ses débuts en sélections le 3 septembre 2011 contre l'île Maurice (6-0). Il marque également le premier but de cette rencontre.

### Vie privée
En novembre 2016, Kweuke est frappé par une tragédie. Un premier accident survient le 16 novembre alors qu'il se rend aux entraînements avec sa femme mais ils s'en sortent indemnes. Un deuxième accident de sa femme enceinte arrive aux États-Unis et cette dernière est admise aux urgences dans le coma, perdant ses jumeaux.

## Palmarès
- Sparta Prague
  - Supercoupe de Tchéquie :
    - Vainqueur : 2010.